# The Other Lamb
The Other Lamb è un film del 2019 diretto da Małgorzata Szumowska, al suo primo lungometraggio in lingua inglese.

## Trama
In un luogo imprecisato nella natura incontaminata vive da tempo una comune interamente al femminile, ad eccezione della sua guida spirituale, un uomo poligamo che si fa chiamare il Pastore. Le donne di questa comune sono divise in Mogli, che possono avere rapporti sessuali col Pastore, e Sorelle, le ragazze più giovani. I due gruppi sono distinti dal colore dei vestiti: rosso per le Mogli, blu per Sorelle. L'origine della setta non è mai chiarita, ma è accennato come il Pastore abbia iniziato ad accogliere donne o ragazze in difficoltà che fuggivano da realtà critiche, offrendo loro conforto. Quest'ultimo però esercita una profonda influenza sulle donne della comune, basata anche sulla creazione di un culto religioso, chiamato "Il Gregge", con una precisa narrazione mitologica che ha come obiettivo la colpevolizzazione e depersonalizzazione della donna, capace di redimersi solo attraverso la grazia dell'uomo, che si concretizza proprio nel rapporto sessuale col Pastore.
Secondo questa narrazione, la donna sarebbe "pura" solo durante l'infanzia e, con l'avvento del menarca, s'imbratterebbe dunque della propria colpa, cambiando il proprio vestito in uno rosso. Sarà proprio un episodio come questo a dare origine agli eventi che turberanno la giovane Selah, protagonista della vicenda, rimasta orfana di madre che è morta dandola alla luce.

## Produzione
Le riprese del film sono cominciate nel febbraio del 2019 nella Contea di Wicklow, in Irlanda, dove si sono tenute per cinque settimane.

## Distribuzione
Il film è stato presentato in anteprima mondiale al Toronto International Film Festival il 6 settembre 2019.